# Aldaia
Aldaia là một đô thị ở comarca of Horta Oest cộng đồng Valencia, Tây Ban Nha. Đô thị này có diện tích 16,05 km², dân số thời điểm năm 2006 là 27.704 người.